# Заважна Поруба
Заважна Поруба (словац. Závažná Poruba) — село, громада округу Ліптовський Мікулаш, Жилінський край, регіон Ліптов. Кадастрова площа громади — 18,66 км².
Населення 1273 особи (станом на 31 грудня 2018 року).

## Історія
Заважна Поруба згадується 1263 року.

## Географія
Протікає річка Лажтек

## Населення
| Рік:            | 1994. | 2004.   | 2014.   | 2024.   |
| --------------- | ----- | ------- | ------- | ------- |
| Кількість осіб: | 1211  | 1228    | 1252    | 1295    |
| Різниця:        |       | +1,40 % | +1,95 % | +3,43 % |

| Рік:            | 2023. | 2024.   |
| --------------- | ----- | ------- |
| Кількість осіб: | 1290  | 1295    |
| Різниця:        |       | +0,38 % |

## Відомі особистості
В поселенні народився:
- Мілан Руфус (1928—2009) — словацький поет, перекладач, есеїст.